# Neomammillaria mercadensis
Neomammillaria mercadensis là một loài thực vật có hoa trong họ Cactaceae. Loài này được (Patoni) Britton & Rose mô tả khoa học đầu tiên năm 1923.